# Bribie Island
Bribie Island ist eine große Sandinsel vor der Küste Australiens. Sie liegt etwa 70 Kilometer nördlich von Queenslands Hauptstadt Brisbane und bildet den nördlichen Abschluss der Moreton Bay. Bribie Island ist 34 Kilometer lang und bis zu acht Kilometer breit. Vom Festland getrennt wird Bribie Island durch die Pumicestone Passage („Bimsstein-Durchfahrt“).

## Geschichte

### 18. und 19. Jahrhundert
Der erste Europäer, der die Insel sah, war James Cook im Mai 1770. Er hatte auf seiner ersten Entdeckungsreise im April 1770 Botany Bay, das heutige Sydney, entdeckt und passierte auf seinem weiteren Weg entlang der australischen Küste nach Norden auch Moreton Bay und Bribie Island. Er benannte auch die Pumicestone Passage, nachdem er dort kleinere Stücke Bimsstein im Wasser bemerkt hatte. Die Insel selbst passierte er jedoch, ohne sie zu erkunden oder zu benennen.
1799 war es Matthew Flinders, der als erster europäischer Entdecker die Insel betrat und erkundete. Dabei soll er sehr unfreundlichen Aborigines begegnet sein, die auf der Insel lebten.
Ihren Namen erhielt die Insel erst gegen Mitte des 19. Jahrhunderts von einem Strafgefangenen der Strafkolonie Moreton Bay, der ein begabter Krabbenfänger war, wofür er schließlich von den Wärtern der Strafkolonie mit seiner Freiheit belohnt wurde. Bribie heiratete eine Aborigine-Frau und ließ sich mit ihr auf der Insel nieder, die seither seinen Namen trägt.

### 20. Jahrhundert
Die weitere Erschließung und Besiedlung von Bribie Island ging nur sehr langsam voran. Eine Fischfabrik bestand nur für wenige Jahre, der erste Bootsanleger wurde 1912 gebaut und 1919 wurde das erste Auto auf die Insel transportiert. Die Anbindung an das Stromnetz erfolgte erst im Jahr 1953.
Einen großen Entwicklungsschub erlebte die Insel ab dem Jahr 1963, als die Brücke über die Pumicestone Passage zum Festland gebaut wurde. Damit war Bribie Island die erste Insel in Queensland, die durch eine Brücke mit dem Festland verbunden ist.

## Gegenwart
Heute wohnen auf Bribie Island etwa 16.000 Menschen. Die Insel ist ein beliebtes Ausflugsziel für Touristen.
Die Insel lässt sich heute in zwei größere Zonen unterteilen: Zum einen den unbewohnten und bewaldeten Norden, der größtenteils durch den Bribie-Island-Nationalpark geschützt ist, zum anderen den bewohnten Süden der Insel. Einheimische unterscheiden außerdem zwischen der ruhigen Passage Side entlang der Pumicestone Passage im Westen der Insel und der eher stürmischen Surf Side an der Ostküste der Insel.

### Bewohnte Gebiete
Auf Bribie Island gibt es keinen Hauptort und keine Stadt, sondern mehrere Stadtteile, die vom Moreton Bay Regional Council verwaltet werden. Zurzeit gibt es vier bewohnte Ortsteile. Diese sind von Nord nach Süd auf der Passage Side Banksia Beach, Bellara und Bongaree sowie Woorim als einziger Ortsteil an der Surf Side. Auf einigen Karten ist ein fünfter Stadtteil, Welsby, vermerkt, allerdings fanden dort bislang noch keine Bau- oder Erschließungsarbeiten statt.
Bribie Island erfreut sich in den letzten Jahren immer größerer Beliebtheit als Ruhesitz bei den Australiern, sowie auch als Urlaubsziel für Touristen, die etwas Ruhe und Abgeschiedenheit von den großen Touristenhochburgen suchen.
Die Infrastruktur auf der Insel ist inzwischen mit anderen Kleinstädten vergleichbar. Es gibt mehrere Einkaufscenter, in denen alle großen Supermarktketten des Landes vertreten sind, mehrere Hotels aller Klassen, ein Kino, zwei Golfplätze, sowie eine Busverbindung nach Caboolture. In Caboolture besteht Anschluss an die Zugverbindung nach Brisbane.

### Bribie-Island-Nationalpark
Der 1994 gegründete Bribie-Island-Nationalpark weist eine Fläche von 96,60 km² auf. Er beginnt nördlich von Banksia Beach und erstreckt sich als ein Band entlang der Westküste bis zu The Spit an der Nordspitze der Insel und weiter entlang der Ostküste südlich bis nach Woorim. Im Inselinneren befinden sich Kiefernwald und Sumpfgebiete, die nicht Teil des Nationalparks sind.
Im Nationalpark leben Kängurus, Wallabys, Emus, Dingos und zahlreiche Reptilien und Schlangen. Auf der Insel sind etwa 200 verschiedene Vogelarten zu finden und in den Gewässern um die Insel leben Delphine.
Touristisch ist der Park gut erschlossen. Es gibt mehrere Picknick- und Campingplätze, die mit Allradfahrzeugen oder per Boot zu erreichen sind. Im Park gibt es mehrere Strecken, die nur mit Allradfahrzeugen zu befahren sind. An vielen Stellen ist es erlaubt, auf dem Strand zu fahren. Um in den Park fahren zu dürfen, benötigt man eine Erlaubnis, die bei der Nationalparkverwaltung oder den lokalen Behörden erworben werden kann.